# Judensau

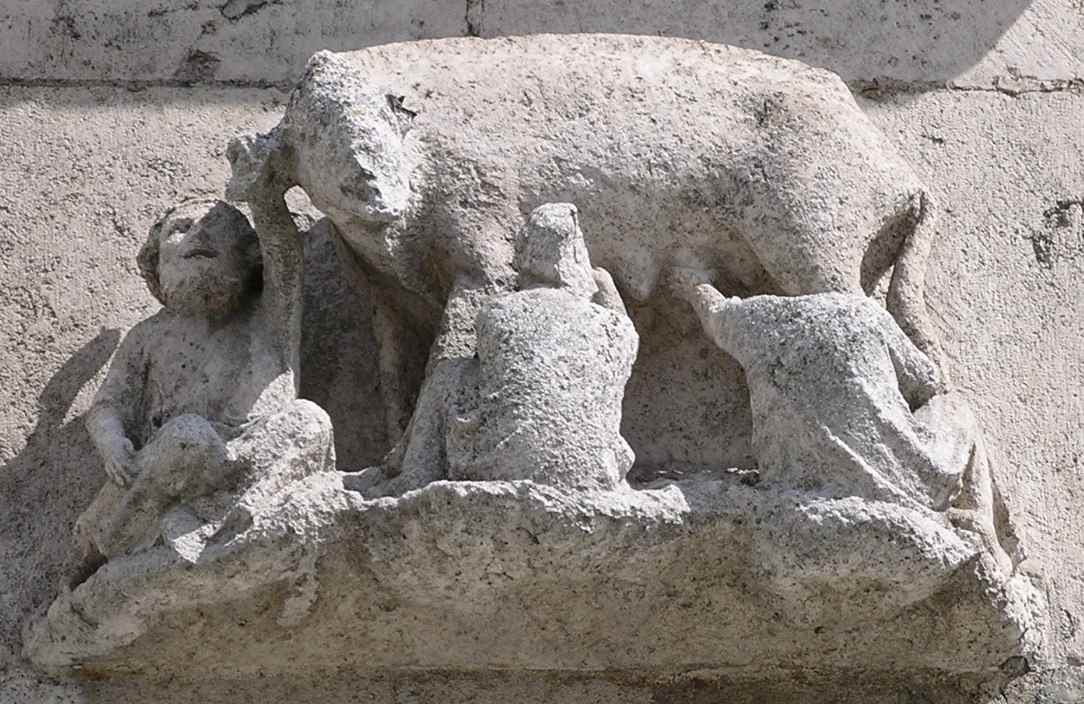
Judensau na řezenské katedrále

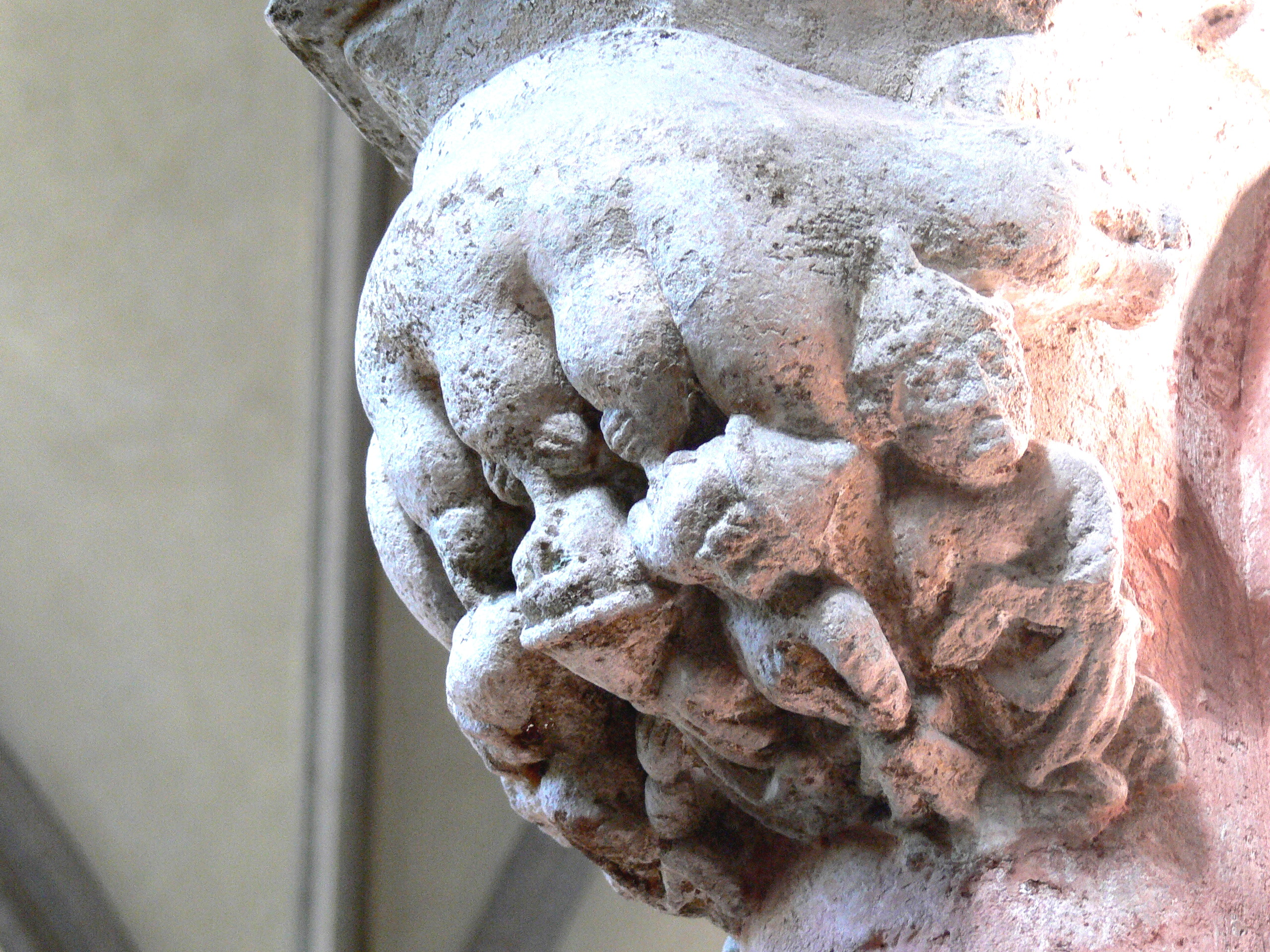
Judensau na heilsbronnské katedrále

Judensau (z němčiny; v překladu do češtiny židova svině či židovská svině) je označení antisemitského zobrazení židů v obscénním kontaktu s velkou sviní. Svině je v židovství i v islámu považována za nečisté zvíře.
Zobrazení se objevilo ve 13. století v Německu a jiných evropských zemích, zejména v podobě řezeb či reliéfů na kostelech. Je například na těchto kostelech v následujících městech:
- Řezno (katedrála)
- Norimberk (kostel sv. Sebalda)
- Kolín nad Rýnem (katedrála a kostel sv. Severina)
- Heilsbronn (katedrála)
- Magdeburk (katedrála)
- Basilej (katedrála)
- Uppsala (katedrála)